# ۷۵ (میلادی)
۷۵ (میلادی) هفتاد و پنجمین سال تقویم میلادی است.

## رویدادها
بر اساس مکان
امپراتوری روم
- امپراتور وسپاسیان و پسرش تیتوس قیصر وسپاسیانوس کنسول‌های رومی شدند.[۱]
- معبد صلح که با نام فوروم وسپاسیان نیز شناخته می‌شود، در رم ساخته شده است. این معبد فتح اورشلیم (در سال ۷۰ میلادی) را جشن می‌گیرد و منورا (شمعدان رومی) از معبد هیرودیس را در خود جای داده است.
- وسپاسیان، آرمازی (گرجستان) را برای مهرداد یکم، پادشاه ایبری، تقویت می‌کند. آلان‌ها به مرز روم در ارمنستان حمله می‌کنند.
- سکستوس جولیوس فرونتینوس فرماندار بریتانیا شد و مقر خود را در ایسکا آگوستا (ولز) قرار داد.
- فرانتینوس فتح ولز را آغاز کرد؛ لژیون دوم آگوستا به مرز رودخانه اوسک منتقل شد.

آسیا
- به تخت نشستن هان ژانگدی از سلسله هان (تا سال ۸۸ میلادی).
- شورش علیه چینی‌ها در تاریم: کاچرا و تورپان محاصره می‌شوند. لویانگ دستور تخلیه تاریم را می‌دهد. بان چائو شورشیان را مجبور به عقب‌نشینی به سمت ختن می‌کند. در همین زمان، ارتش چینی گانژو، تورپان را در شمال شیونگنو فتح می‌کند. بان چائو امپراتور را متقاعد می‌کند که در جنگ با شیونگنو، باید آسیای مرکزی را کنترل کند.[۲]

## زادگان
- سوتونیوس، مورخ رومی (تاریخ تقریبی) (متوفی حدود ۱۲۲ میلادی)

- گایوس ژولیوس الکساندر برنیکیانوس، شاهزاده کیلیکیه (متوفی ۱۵۰ میلادی)

## درگذشتگان
- چن مو، فرماندار و ژنرال چینی

- گوئو شون، ژنرال چینی

- هان مینگدی، امپراتور چینی از سلسله هان (متولد ۲۸ میلادی)